# 2016 AZ8
2016 AZ8 è un asteroide near-Earth del diametro di almeno 400 m. È stato scoperto il 3 gennaio 2016 dal telescopio spaziale WISE. Presenta un'orbita caratterizzata da un semiasse maggiore pari a 1,3205152 au e da un'eccentricità di 0,3551210, inclinata di 5,5862343° rispetto all'eclittica.
Tramite il radiotelescopio di Arecibo durante il suo passaggio a circa 4,5 milioni di chilometri dal sistema Terra-Luna, il 4 gennaio 2019 è stato individuato a circa 400 m dal corpo principale dell'asteroide un piccolo satellite delle dimensioni pari almeno alla sua metà.